# Alpamayo
Nevado Alpamayo je hora v peruánských Andách nedaleko města Huaraz, vysoká 5947 metrů. Jako prakticky dokonalý jehlan se šedesátistupňovým sklonem stěn bývá označována za nejkrásnější horu světa. Jmenuje se podle nedaleké vesnice Alpamayo (kečuánsky Kalná voda), místní lidé ji označují také jako Shuyturahu (Ledová špice). Prvovýstup uskutečnil v roce 1951 George Kogan z Belgie.